# عفت محمدی
عفت محمدی (زاده ۲۰ مرداد ۱۳۳۵ تهران – درگذشته ۹ آبان ۱۴۰۳) بازیکن فوتبال اهل ایران بود. او از نخستین زنان فوتبال ایران و بازیکنان باشگاه فوتبال زنان پرسپولیس بود. عفت محمدی، اولین خانم گل لیگ فوتبال زنان در ایران بود؛ و همچنین به او لقب «پله فوتبال زنان» را داده‌اند.

## اوایل زندگی
عفت محمدی، در تاریخ ۲۰ مرداد ۱۳۳۵ در محله پامنار تهران متولد شد. او پدرش را در سنین کودکی از دست داد و او به‌دست مادرش بزرگ شد. در سن ۱۵ سالگی به انجمن دوشیزگان و بانوان رفت و به دوندگی مشغول شد. در پی فراخوانی که عزیز اصلی، برای فوتبال این انجمن منتشر کرد، عفت محمدی در تست قبول شد، و به ورزش فوتبال پرداخت.

## فوتبال و فعالیت حرفه‌ای
در سال ۱۳۵۰، بازی دوستانه‌ای بین تیم ملی فوتبال زنان ایتالیا و انجمن دوشیزگان و بانوان، برگزار شد. در این بازی، چند بازیکن دیهیم، تاج، پاس و عقاب به‌همراه عفت محمدی حضور داشتند. این مسابقه که در ورزشگاه امجدیه برگزار شد، ۴ بر صفر به‌سود ایتالیا به پایان رسید.

### پیوستن به پرسپولیس
پس از مسابقه با ایتالیا، عزیز اصلی، عفت محمدی را به همراه هنگامه افشار را به تیم زنان پرسپولیس معرفی کرد، تا بدین‌صورت، فعالیت حرفه‌ای او آغاز شود. در آن زمان، تیم زنان پرسپولیس، زیرنظر آلن راجرز و علی پروین اداره می‌شد.

### پس از انقلاب
همه هم‌بازی‌هایم رفتند، جز یکی که او هم فوت کرد— عفت محمدی، ایران‌وایر
به‌گفته عفت محمدی، پس از انقلاب ۱۳۵۷، تیم زنان پرسپولیس تعلیق شد، اما در جلسات باشگاه، وعده شده‌بود که دوباره تیم زنان فعالیتش را پی می‌گیرد، اما پس از شروع جنگ، دیگر باشگاه زنان پرسپولیس فعال نشد. او گفت، بعد از انقلاب تنها یکی از هم‌تیمی‌هایش در ایران ماند و بقیه از ایزان مهاجرت کردند. او همچنین گفت که هم‌تیمی‌های سابقش همچون هنگامه افشار که از ایران رفتند را هرگز ندید.

## زندگی شخصی
عفت محمدی، در سن ۱۶ سالگی ازدواج کرد. به گفته خودش، روز عقد، با تیم زنان عقاب بازی داشت و دو گل هم زد. او صاحب ۶ فرزند شد. دختر او، نارمیلا فتحی، از بازیکنان تیم ملی فوتسال زنان ایران است.

### تبعیض جنسیتی در فوتبال ایران
از همان زمانی که من بازی می‌کردم تا الان، تبعیض‌ها علیه زنان، به اشکال گوناگون وجود داشته‌اند.
عفت محمدی، در مصاحبه‌ای اعلام کرده‌بود که از ابتدا آغاز فوتبال زنان در ایران، تبعیض‌هایی چون پرداخت نکردن حقوق و دستمزد، نداشتن اردو و همچنین عدم پخش تلویزیونی وجود داشته است. او همچنین براین‌نظر بود که هنوز این تبعیض‌ها برطرف نشده‌اند.

## درگذشت
در تاریخ ۹ آبان ۱۴۰۳، عفت محمدی در سن ۶۸ سالگی درگذشت.